# 이사크 루빈

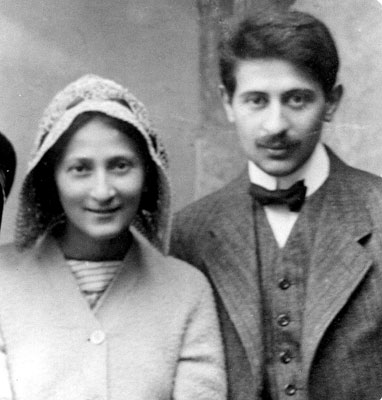
루빈과 아내인 폴리나(1910년)

이사크 일리치 루빈(러시아어: Исаа́к Ильи́ч Ру́бин, 1886년 6월 12일 ~ 1937년 11월 27일)은 러시아의 대표적인 마르크스주의 경제학자이다.

## 생애
루빈은 1886년 당시 러시아 제국의 영토인 카자흐스탄의 악튜빈스크에서 태어났다. 그의 나이 18세였던 1904년에 러시아 소년연맹에 가담, 그 연맹의 중앙위원이 되었고, 그 이후엔 멘세비키에 가담하여 1920년 가을 멘세비키 중앙위원으로 선출되었다. 처음에는 법학을 전공하여 1917-1918년에 조정과 중재, 실업보험 등에 관한 여러 소책자들을 저술, 모스크바에서 출판한 바 있다. 1923-1924년경에 있었던 멘세비키 요원 일제 검거 시에 국가정치부(GPU, KGB 이전의 소련의 비밀경찰)에 의해 체포 투옥되었다가 1926년 석방되었다. 그 때부터 학문과 교수에 전념하며 정치활동은 그만두었다. 그 후 4년간, 1930년 12월 다시 체포될 때까지 마르크스-엥겔스 연구소의 책임연구원으로 일하면서 경제학설사, 사상사에 관한 여러 저서를 남겼다. 1930년 12월 그는 다시 체포, 투옥되는데, 이것은 그와 절친한 멘세비키 동지이며 그가 일한 마르크스-엥겔스 연구소의 소장이었던 다비트 랴자노프가 당시 해외로부터의 지령과 재정적 지원을 받는 RSDRP의 중앙위원이라는 혐의로 체포될 때 함께 연루되어 체포된 것이었다. 고문에 의한 것으로 짐작되는 루빈의 자백으로 랴자노프가 "당을 배반하고 멘세비크 반혁명분자들을 직접 도운 혐의"로 처형되었을 때 루빈은 수사에 협조한 대가로 5년형만 언도받았다. 3년간의 독방생활 끝에 트루가이로 유배되었다가 곧이어 악튜빈스크로 옮겨졌는데 그 곳에서의 유배 생활에서도 소비자연맹을 위한 경제계획자로 일하며 저술활동을 계속했다. 그러나 1937년에 또 다시 체포되어 그 때 사망하였다.

## 참고 문헌
- 《마르크스 정치경제학의 새발견》. 이채언 저. p180~181